# Cabiche
Cabiche es una localidad de Santa Lucía, que forma parte del distrito de Castries.

## Toponimia
La localidad también es conocida por el nombre de Cabiche/Babonneau.